# モーリス・ジャール

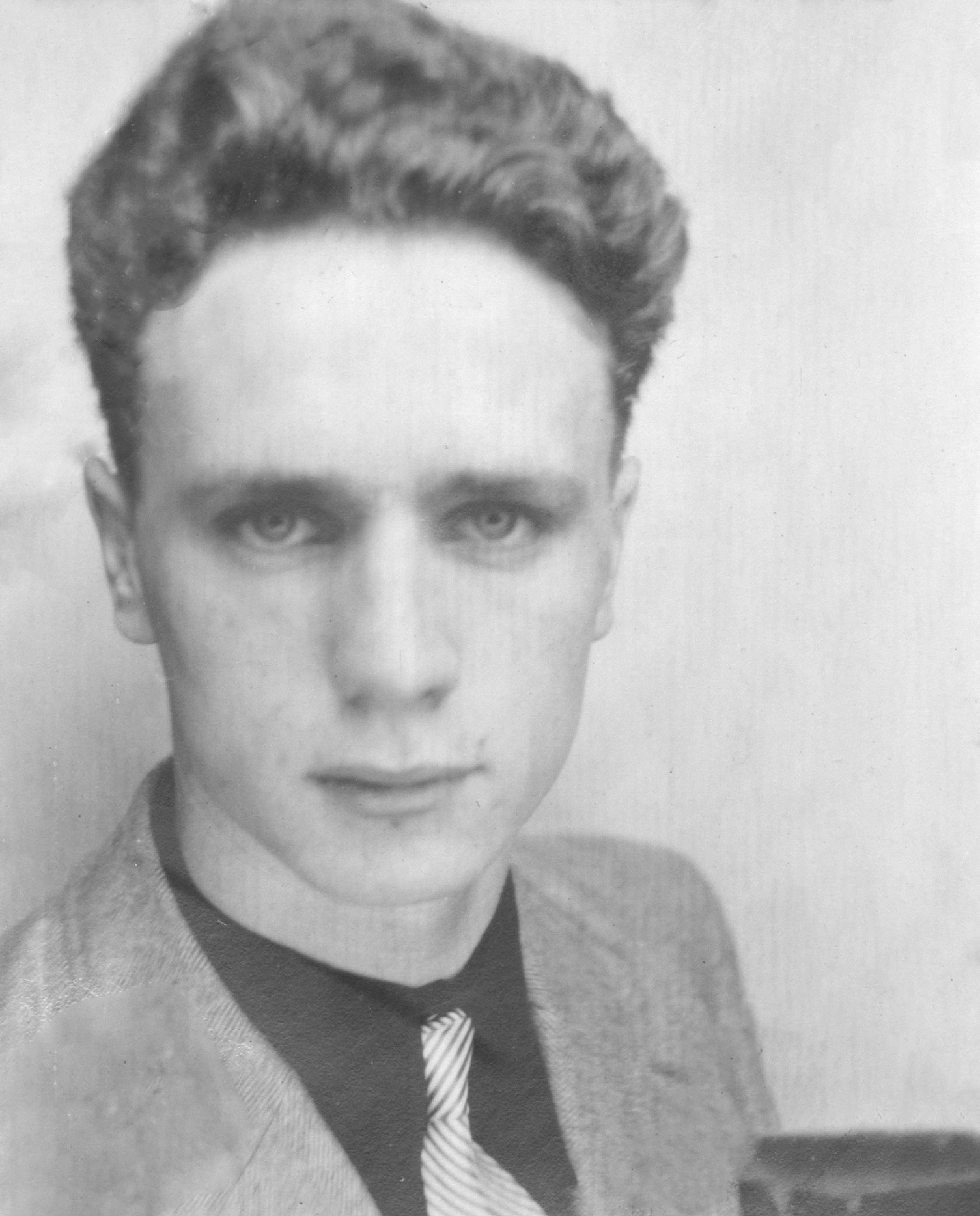
1950年頃

モーリス・ジャール（Maurice Jarre, 1924年9月13日 - 2009年3月29日）は、フランス・リヨン出身の作曲家。

## 概要
デヴィッド・リーン監督の映画『アラビアのロレンス』『ドクトル・ジバゴ』『インドへの道』をはじめ、数多くの映画音楽を作曲した。アカデミー賞には9回ノミネートされ、3回受賞している。
初期のジャールの映画音楽は、映画作家ジョルジュ・フランジュとのコラボレーションで知られる。
後にピーター・ウィアーの作品にほとんど携わった。
息子のジャン・ミッシェル・ジャールはシンセサイザー奏者である。
2005年のヨーロッパ映画賞で、音楽家として初となる世界的貢献賞を授与された。
2007年、フランスでドキュメンタリー映画『モーリス・ジャールの軌跡』（Bandes Originals: Maurice Jarre / In The Tracks Of Maurice Jarre）が公開された。

## 主な作品
- 顔のない眼 Les Yeux sans visage (1959)
- 素晴らしき恋人たち Amours célèbres (1961)
- 史上最大の作戦 The Longest Day (1962)
- シベールの日曜日 Les Dimanches de Ville d'Avray (1962)　1963年アカデミー編曲賞ノミネート
- アラビアのロレンス Lawrence of Arabia (1962)　1962年アカデミー作曲賞受賞
- 日曜日には鼠を殺せ 'Behold a Pale Horse (1964)
- 大列車作戦 The Train (1964)
- ダンケルク Week-end à Zuydcoote (1964)
- コレクター The Collector (1965)
- ドクトル・ジバゴ Doctor Zhivago (1965)　1965年アカデミー作曲賞受賞
- ノートルダム・ド・パリ Notre-Dame de Paris (1965) (Ballet Music)
- プロフェッショナル The Professionals (1966)
- パリは燃えているか Paris brûle-t-il? (1966)
- 泥棒貴族 Gambit (1966)
- グラン・プリ Grand Prix (1966)
- 将軍たちの夜 The Night of the Generals (1967)
- 戦うパンチョビラ Villa Rides (1968)
- フィクサー The Fixer (1968)
- 裸足のイサドラ Isadora (1968)
- 地獄に堕ちた勇者ども La Caduta degli dei (1969)
- トパーズ Topaz (1969)
- ライアンの娘 Ryan's Daughter (1970)
- レッド・サン Soleil rouge (1971)
- ロイ・ビーン The Life and Times of Judge Roy Bean (1972)　1972年アカデミー歌曲賞ノミネート
- マッキントッシュの男 The MacKintosh Man (1972)
- 地球の頂上の島 The Island at the Top of the World (1974)
- 王になろうとした男 The Man Who Would Be King (1975)
- 明日なき追撃 posse (1975)
- ラスト・タイクーン The Last Tycoon (1976)
- ザ・メッセージ The Message (1976)　1977年アカデミー作曲賞ノミネート
- 王子と乞食 The Prince and the Pauper (1977)
- ブリキの太鼓 Die Blechtrommel (1979)
- 将軍 SHŌGUN (1980)
- タップス Taps (1981)
- ファイヤーフォックス Firefox (1982)
- 戦場の小さな恋人たち Don't Cry, It's Only Thunder (1981)
- 砂漠のライオン Lion of the Desert (1981)
- 病院狂時代 Young Doctors in Love (1982)
- 危険な年 The Year of Living Dangerously (1982)
- トップ・シークレット Top Secret! (1984)
- インドへの道 A Passage to India (1984)　1984年アカデミー作曲賞受賞
- マッドマックス/サンダードーム Mad Max Beyond Thunderdome (1985)
- 第5惑星 Enemy Mine (1985)
- 刑事ジョン・ブック/目撃者 Witness (1985)　1985年アカデミー作曲賞ノミネート
- モスキート・コースト The Mosquito Coast (1986)
- 首都消失 (1987) 日本映画
- 追いつめられて No Way Out (1987)
- 危険な情事 Fatal Attraction (1987)
- 愛は霧のかなたに Gorillas in the Mist: The Story of Dian Fossey (1988)　1988年アカデミー作曲賞ノミネート
- ワン・モア・タイム Chances Are (1989)
- いまを生きる Dead Poets Society (1989)
- プランサー Prancer (1989)
- 敵、ある愛の物語 Enemies: A Love Story (1989)
- ゴースト/ニューヨークの幻 Ghost (1990)　1990年アカデミー作曲賞ノミネート
- クライシス2050 Solar Crisis (1990)
- ジェイコブス・ラダー Jacob's Ladder (1990)
- オンリー・ザ・ロンリー Only the Lonely (1991)
- 落陽 (1992)
- フィアレス Fearless (1993)
- 雲の中で散歩 A Walk in the Clouds (1995)
- 心の指紋 The Sunchaser (1996)
- 太陽の雫 Sunshine (1999)